# Eridantes
Eridantes är ett släkte av spindlar. Eridantes ingår i familjen täckvävarspindlar.
Kladogram enligt Catalogue of Life:
| Eridantes | \| \| Eridantes erigonoides \| \| \| \| \| \| Eridantes utibilis \| \| \| \| |
|           | \| \| Eridantes erigonoides \| \| \| \| \| \| Eridantes utibilis \| \| \| \| |
|           | Eridantes erigonoides                                                        |
|           |                                                                              |
|           | Eridantes utibilis                                                           |
|           |                                                                              |